# グロリアス - ザ・アルティメット・コレクション
『グロリアス - ザ・アルティメット・コレクション』（Glorious - The Ultimate Collection）は、バナナラマのオールタイム・ベストアルバム。2024年3月8日にロンドンレコードより発売。

## 背景と経緯
2023年10月18日に新曲「フィール・ザ・ラヴ」の先行配信とともにアルバムの発売がアナウンスされた。
レーベルの枠を超えた選曲はメンバーのサラとカレン自らが担当し、40年以上のキャリアの中から各年代の楽曲が選ばれている。サラは「私たちはこのコレクションをキャリアにおける紆余曲折を祝うようなユニークなものにしたかった」と語り、ヒット・シングルやアルバム曲にこだわらず彼女達の好きな曲が選ばれている。発売元には1981年から1993年まで在籍したロンドンレコードが選ばれた。

## 収録曲

### Disc-1
1. Really Saying Something
  - 3rdシングル。1stアルバム『キューティー・ハート』収録。
2. Cruel Summer 
  - 7thシングル。2ndアルバム『愛しのロバート・デ・ニーロ』収録。
3. Robert De Niro's Waiting
  - 8thシングル。『愛しのロバート・デ・ニーロ』収録。
4. Venus
  - 13thシングル。3rdアルバム『ヴィーナス〜バナナラマ3』収録。
5. More Than Physical (DJ Edit)
  - 14thシングル。『ヴィーナス〜バナナラマ3』収録。
6. A Trick of the Night
  - 15thシングル。『ヴィーナス〜バナナラマ3』収録。
7. I Heard a Rumour
  - 16thシングル。4thアルバム『WOW!』収録。
8. Love in the First Degree
  - 17thシングル。『WOW!』収録。
9. Only Your Love
  - 24thシングル。5thアルバム『ポップ・ライフ』収録。
10. Preacher Man
  - 25thシングル。『ポップ・ライフ』収録。
11. I Could Be Persuaded
  - 6thアルバム『プリーズ・ユアセルフ』収録。
12. Movin' On [Disco Chic]
  - 28thシングルの再レコーディング。
13. Last Thing on My Mind [Electrified]
  - 29thシングルの再レコーディング。
14. Every Shade of Blue
  - 32ndシングル。7thアルバム『アイ・ファウンド・ラヴ』収録。
15. Take Me to Your Heart
  - 33rdシングル。『アイ・ファウンド・ラヴ』収録。
16. Prove Your Love
  - 『アイ・ファウンド・ラヴ』収録。
17. If
  - 8thアルバム『Exotica』収録。同アルバムからのプロモーション・シングルとしてカット。
18. Crazy
  - 『Exotica』収録。
19. Move in My Direction
  - 34thシングル。9thアルバム『ドラマ』収録。
20. Look on the Floor (Hypnotic Tango)
  - 35thシングル。『ドラマ』収録。

### Disc-2
1. Feel for You
  - 『ドラマ』収録。
2. Lovebite
  - 『ドラマ』収録。
3. Love Comes
  - 36thシングル。10thアルバム『ビバ』収録。
4. Love Don't Live Here
  - 37thシングル。『ビバ』収録。
5. Seventeen
  - 『ビバ』収録。
6. Extraordinary
  - 『ビバ』収録。
7. Baby It's Christmas
  - 38thシングル。アルバム初収録。
8. Now or Never
  - EP『Now Or Never』収録。
9. La La La Love
  - 『Now Or Never』収録。
10. Stuff Like That
  - 39thシングル。11thアルバム『イン・ステレオ』収録。
11. Looking for Someone
  - 40thシングル。『イン・ステレオ』収録。
12. I'm on Fire
  - 『イン・ステレオ』収録。
13. It's Gonna Be Alright
  - 『イン・ステレオ』収録。
14. Favourite
  - 『マスカレード』収録。
15. Masquerade
  - 41stシングル。12thアルバム『マスカレード』収録。
16. Forever Young
  - 42ndシングル。『マスカレード』収録。
17. Running With The Night
  - 43rdシングル。『マスカレード』収録。
18. Cruel Summer (3am Mix)
  - 7thシングルの再レコーディング。
19. Feel The Love
  - 新曲。
20. Supernova
  - 新曲。

### Disc-3 (公式サイト限定デラックス盤 & デジタル配信)
1. Robert De Niros Waiting (The Reflex Revision)
  - 8thシングルのリミックス。
2. Do Not Disturb (Krystal Klear New Wave Mix)
  - 12thシングルのリミックス。
3. Venus (Boys Noize Rework)
  - 13thシングルのリミックス。
4. Only Your Love (Initial Talk Remix)
  - 24thシングルのリミックス。
5. Tripping on Your Love (Metropolis Mix)
  - 27thシングルのリミックス。
6. Now or Never (Extended Version)
  - 『Now Or Never』収録曲のリミックス。
7. Tonight (Bright Light Bright Light Remix)
  - 『イン・ステレオ』収録曲のリミックス。
8. Stuff Like That (Extended Version)
  - 『イン・ステレオ』収録曲のリミックス。
9. Velvet Lies (Luke Million Remix)
  - 『マスカレード』収録曲のリミックス。
10. Masquerade (Castle Elvira Mix)
  - 41stシングルのリミックス。